# Pā'īn Marzbāl
Pā'īn Marzbāl (persiska: مَرزبال, Marzbāl, Pā’īn Marzbāl, پائين مرزبال) är en ort i Iran.   Den ligger i provinsen Mazandaran, i den norra delen av landet, 140 km nordost om huvudstaden Teheran. Pā'īn Marzbāl ligger 1 meter över havet och antalet invånare är 593.
Terrängen runt Pā'īn Marzbāl är mycket platt, och sluttar norrut. Runt Pā'īn Marzbāl är det tätbefolkat, med 286 invånare per kvadratkilometer. Närmaste större samhälle är Babol, 9,6 km öster om Pā'īn Marzbāl. Trakten runt Pā'īn Marzbāl består till största delen av jordbruksmark.